# Betamba
Betamba est un village du Cameroun situé dans la région du Centre et le département du Mbam-et-Kim. Il fait partie de la commune de Ntui.

## Population

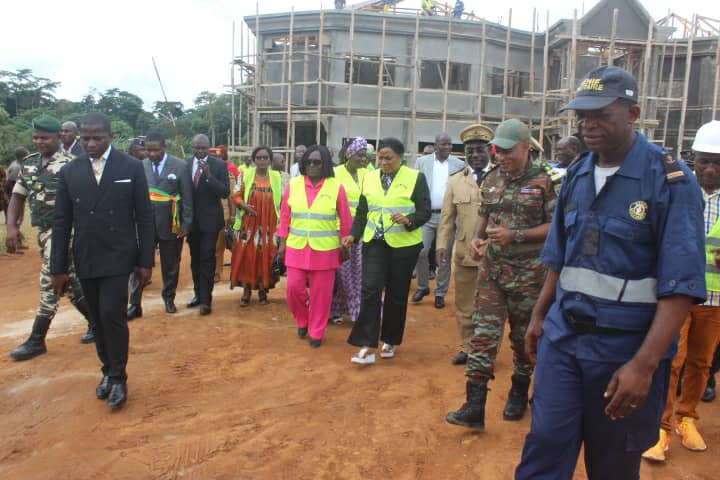
La ministre Pauline Irène Nguene en visite sur le chantier de modernisation de l'Institution camerounaise de l'enfance (ICE) en 2019.

En 1965, le village comptait 357 habitants, principalement Batschenga.
Lors du recensement de 2005, on y dénombrait 830 personnes.
On y parle le tuki (ou batsenga), une langue bantoïde méridionale.

## Personnalités liées
- Louis Claude Nyassa, homme politique, y est né en 1943